# Joan Regan
Joan Regan, eigentlich Siobhan Bethel (* 19. Januar 1928 in Romford, Essex, Vereinigtes Königreich; † 12. September 2013 in London) war eine britische Pop-Sängerin der 1950er und frühen 1960er Jahre. Sie war zu diesem Zeitpunkt eine der erfolgreichsten britischen Sängerinnen.

## Karriere
Joan Regans Gesangskarriere begann 1953, als ihre Demoaufnahmen von Too Young von Nat King Cole und I’ll Walk Alone von Dinah Shore von Bernard Delfont gehört wurde, der ihr einen Plattenvertrag bei Decca Records vermittelte.
In der zweiten Hälfte der 1950er Jahre hatte Joan Regan eine Reihe von Top-10-Hits in den britischen Single-Charts. Dies waren hauptsächlich Coverversionen US-amerikanischer Popsongs wie Ricochet von Teresa Brewer (Dezember 1953, Platz 8), If I Give My Heart to You von Doris Day (Oktober 1954, Platz 3), Love Me to Pieces von Jill Corey oder May You Always der McGuire Sisters (Mai 1959, Platz 9). Weitere Erfolge waren Someone Else's Roses (Mai 1954, Platz 5), Prize of Gold (März 1955, Platz 6) und Papa Loves Mama (August 1960, Platz 29).
1953/1954 war Regan ständige Sängerin in der BBC-Sendung Quite Contrary, bis sie von Ruby Murray abgelöst wurde. Es kam zu Auftritten in weiteren populären Sendungen wie Holiday Hotel (1955), The Jack Jackson Show (1957), The Six-Five Special (1958) und Words and Music (1959).
Von 1959 bis 1961 war Regan Gastgeberin ihrer eigenen BBC-Show, Be My Guest. Sie hatte Auftritte bei der Show Stars In Your Eyes im London Palladium, in der Fernsehserie A Christmas Night with the Stars (1959 und 1960) sowie im Mai 1960 bei der 31. Ausgabe der Royal Variety Performance im Victoria Palace Theatre. Dies war die erste Ausgabe, die im Fernsehen übertragen wurde.
Nach fünf Jahren bei Decca Records wechselte Regan 1958 zu His Master’s Voice (HMV) und 1960 zu Pye Records. 1961 erschien mit We Who Are in Love eine englische Fassung von Nous les amoureux von Jean-Claude Pascal, dem Gewinnertitel des Eurovision Song Contest 1961. Mit dem Aufkommen der British Invasion und der  Beatlemania Mitte der 1960er Jahre ging Regans Popularität zurück, da ihre „traditionellere“ Popmusik nun als altmodisch empfunden wurde.
In den Vereinigten Staaten veröffentlichte sie 1966 bei Columbia Records die Single Don't Talk To Me About Love, die kein kommerzieller Erfolg, aber später ein Favorit der Northern-Soul-Szene wurde.
1996 erschien nach langer Auszeit ein neues Album, Remember I Love You. Ihre beiden Studioalben aus den 1950er Jahren, The Girl Next Door (1954) und Just Joan (1956), wurden 2001 erstmals zusammen auf einer CD veröffentlicht. Es folgten diverse Greatest-Hits-Alben, hauptsächlich bei Vocalion Records.

## Privatleben
Joan Regan war das jüngste von sechs Kindern irischer Eltern. An ihrem 18. Geburtstag heiratete sie 1946 Dick Howell, einen aus Phoenix stammenden Angehörigen der United States Navy. Das Paar lebte in Burbank (Kalifornien) und hatte zwei Söhne, Daniel und Russell. Eine Tochter starb kurz nach der Geburt. Die Ehe zerbrach und wurde annulliert (da Regan aus einer gläubigen katholischen Familie war, wollte sie keine Scheidung).
Am 7. Juli 1957 heiratete sie in der St. Lawrence Roman Catholic Church in Sidcup Harry Claff, den Box-Office-Manager des London Palladium. Im April 1958 wurde die gemeinsame Tochter Donna geboren. Die Ehe wurde 1963 geschieden, nachdem Claff in einen Unterschlagungsskandal verwickelt worden war.
Nach der Scheidung und einem folgenden Nervenzusammenbruch zog Regan nach Florida, wo sie 1968 Dr. Martin Cowan, einen Allgemeinmediziner, heiratete.
1984 erlitt sie nach einem Sturz in der Dusche eine Hirnblutung, als deren Folge sie vorübergehend gelähmt war und das Sprechen neu erlernen musste.
Joan Regan starb am 12. September 2013 im Alter von 85 Jahren.

## Diskografie
Studioalben
- 1954: The Girl Next Door (Decca LF 1182)
- 1956: Just Joan (Decca LK-4153)
- 1960: Joan and Ted (Pye NPL18048) – mit Edmund Hockridge
- 1996: Remember I Love You (Nectar NRCD 103)

Singles
- 1953: "Ricochet" / "Merry-Go-Rounds and Swings" (Decca F.10193)
- 1953: "Till I Waltz Again With You" / "Wishing Ring" (Decca F.10068)
- 1953: "Till They've All Gone Home" / "I'll Always Be Thinking of You" (London Records 45-1353)
- 1953: "The Long Way" / "Rag-A-Bone Man" (London Records 45-1372)
- 1954: "I´ll Travel With You" / "Jilted" (Decca F. 10311)
- 1954: "Wait For Me Darling" / "Two Kinds of Tears" (Decca F.10362)
- 1954: "This Ole House" / "Can This Be Love?" (Decca F.10397)
- 1954: "If I Give My Heart to You" / "Faded Flowers" (Decca F.10373)
- 1954: "The Love I Have For You" / "Someone Else's Roses" (Decca F.10257)
- 1954: "Red, Red, Red" / "Tani" (Decca F.10237)
- 1954: "When You're In Love" / "Nobody Dances With Me" (London Records 45-1511)
- 1955: "The Shepherd Boy" / "The Rose and the Flame" (Decca F.10598)
- 1955: "Croce di oro" / "Evermore" (London Records 45-1605)
- 1955: "Cross of Gold" / "Love and Marriage" (Decca 45-F10659)
- 1955: "Prize of Gold" / "When You're In Love" (Decca F.10432)
- 1955: "If You Learn to Love Each Other" / "Open Up Your Heart (and Let the Sunshine In)" (Decca F.10474)
- 1955: "Nobody Danced With Me" / "Just Say You Love Her" (Decca 45-F 10521)
- 1955: "Open Up Your Heart" / "If You Learn to Love Each Other" (Decca F.10474)
- 1955: "Danger, Heartbreak Ahead" / "Don't Be Afraid of Love" (London Records 45-1539)
- 1956: "Honestly" / "I'd Never Leave You Baby" (Decca 45-F.10742)
- 1956: "Don't Take Me For Granted" / "The Rose" (Decca 45-F 10710)
- 1956: "Sweet Heartaches" / "Second Fiddle" (Decca 45-F 10757)
- 1957: "Love Me to Pieces" / "Soft Sands" (Decca 45-F 10942)
- 1957: "Wonderful! Wonderful!" / "Speak For Yourself John" (Decca 45-F.10911)
- 1957: "Gone" / "Make Me a Child Again" (Decca F.10801)
- 1957: "The Boy With the Magic Guitar" / "Sinner or Saint" (London Records 45-1709)
- 1957: "Nearer to Me" / "Cross My Ever-Loving Heart" (Decca 45-F.10871)
- 1957: "7 ½ Cents" / "Good Evening Friends" (Decca 45-F.10934)
- 1958: "I May Never Pass This Way Before" / "Breezin’ Along with the Breeze" (Decca 45-F.11009)
- 1958: "Love Like Ours" / "Take Me In Your Arms" (His Master’s Voice POP 555)
- 1959: "May You Always" / "Have You Ever Been Lonely" (His Master’s Voice POP 593)
- 1959: "Happy Anniversary" / "So Close to My Heart" (Pye Nixa 7N.15238)
- 1960: "Must Be Santa" / "Will Santy Come to Shanty Town" (Pye 7N.15303)
- 1960: "Papa Loves Mama" / "When You Know Someone Loves You" (Pye 7N.15278)
- 1960: "If Only You'd Be Mine" / "O Dio Mio" (Pye 7N.15259)
- 1960: "One of the Lucky Ones" / "My Thanks to You" (Pye 7N.15310)
- 1961: "We Who Are In Love" / "My Foolish Heart" (Pye 7N.15367)
- 1961: "Surprisin'" / "In the Arms of Love" (Pye 7N.15400)
- 1961: "How Wonderful to Know" / "It Must Be Spring" (Pye 7N.15334)
- 1962: "Most People Get Married" / "Don't Let Me Stand In Your Way" (Pye 7N.15439)
- 1963: "Wand'ring Boy" / "Golden Dreams" (Pye 7N.15496)
- 1966: "Don't Talk To Me About Love" / "I'm No Toy" (Columbia)
- 1989: "You Needed Me" / "Together Again" (Nectar Music JOAN 1)

EPs
- 1955: Successes: "If I Give My Heart to You", "This Ole House", "Wait For Me Darling", "Two Kinds of Tears" (Decca DFE 6235)
- 1955: Cuando estás enamorado: "Cuando estás enamorado", "Precio de oro", "Mambo Italiano", "Mobile" (Decca EDGE 70116) – mit Marie Benson
- 1955: Successes Nr. 2: "Someone Else's Roses", "Prize of Gold", "Ricochet", "Till They've All Gone Home" (Decca DFE 6278)

Compilations
- 1999: The Best of Joan Regan (Castle Pulse PLS CD 341)
- 2001: Just Joan / The Girl Next Door (Vocalion CDLK 4132)
- 2001: The Best of Joan Regan (Spectrum Music 544 306-2)
- 2002: 5 Fabulous Females (Vocalion CDLK 4148) – mit Musik von Jean Campbell, Ruby Murray, Lita Roza und Marion Ryan
- 2004: Soft Sands: Decca Singles (Vocalion CDLK 4219)